# 华东疗养院
华东疗养院位于中華人民共和國江蘇省無錫市太湖邊上海拔约30米的大箕山上的一家療養院，建于1951年。截至1988年，占地面积23.97万平方米，建筑面积20，000平方米，有疗养楼8幢，床位250张。房间分单人间和双人间两种，每间面积26平方米。21世紀初，療養院在大箕山之东扩建与休养建筑相配套的保健康复中心和疗养楼及部分床位。